# 颶風費歐娜
颶風費歐娜（英語：Hurricane Fiona）是一場規模龐大、風力強勁且破壞力強的熱帶氣旋，是有記錄以來吹襲加拿大最強勁的後熱帶氣旋。這也是在該國造成經濟損失最大的颶風，這項紀錄直到2024年才被黛比打破。它是2022年大西洋颶風季第六場獲得命名的風暴、第三場颶風和首場大型颶風。
費歐娜一股從非洲西部離開的东风波發展而成，並於9月14日在背風群島以東發展成為熱帶低氣壓。雖然受中到強烈的風切變影響，但該系統仍得以增強，並在當天晚上發展成為熱帶風暴費歐娜。9月16日，費歐娜掠過瓜德羅普並進入加勒比海，該處的大氣條件好轉，使其在兩天後逼近波多黎各時增強成颶風。幾個小時後，費歐娜的風眼在波多黎各西南海岸登陸。颶風在不久後登陸多明尼加，並增強為本季首場大型颶風。隨著風暴緩慢地橫越特克斯和凱科斯群島，它繼續增強，並在第二天達到四級標準，同時加速向北移動。風暴的最高1分鐘持續風速為每小時220公里，最低氣壓為931毫巴（27.49英吋汞柱）。費歐娜掠過百慕達並減弱為三級颶風後，迅速轉變成一個規模龐大且風力強勁的溫帶氣旋，並於9月24日清晨以風力時速155公里吹襲新斯科舍省。後熱帶氣旋費歐娜橫越聖勞倫斯灣並掠過拉布拉多半島東南部後迅速減弱。9月28日，其殘留在格陵蘭西南海岸附近的拉布拉多海上空消散。
瓜德羅普遭遇接近歷史最高紀錄的降雨，百分之四十的人口數天內無水可用。波多黎各遭受2017年颶風瑪麗亞以來最嚴重的水災，全島停電。該區三分之一的人口缺水，至少25人死亡。在多明尼加和特克斯和凱科斯群島，強降雨和強風吹襲當地，引發水災和停電。以氣壓計算，費歐娜是登陸加拿大最強的氣旋，也是全國有史以來降雨量最大的氣旋之一。

## 氣象歷史
2022年9月12日凌晨，國家颶風中心開始監測熱帶大西洋中部上空东风波的發展，然而環境條件被評估為僅略微有利其發展。儘管如此，當天晚上，擾動範圍內的陣雨和雷暴活動開始變得更加集中，然後在第二天增強並變得更有組織。與該系統相關的環流變得更加明確，並持續至9月14日夜間至早晨。在當天晚上，其組織狀態足以被介定為第七號熱帶低氣壓。儘管持續受中等西向風切變和中層乾燥氣流的影響，新的衛星圖像顯示該低氣壓已經增強，因此它在9月15日凌晨1時45分成為熱帶風暴費歐娜。
9月16日，風暴以風力時速80公里掠過瓜德羅普，隨後移入東加勒比海。9月18日清晨，風暴在逼近波多黎各時增強成颶風。幾個小時後，費歐娜的風眼於9月18日晚上7時20分以風力時速135公里在波多黎各西南海岸的拉哈斯和卡沃羅霍之間的蓬塔托孔（Punta Tocon）附近登陸。風暴移入莫納海峽並進一步增強，於第二天早上7時半左右在多明尼加博卡德尤馬附近登陸。費歐娜在陸地上空略為減弱，但在掠過多明尼加北岸並移入大西洋後，它開始再次增強，並於9月19日晚上9時達到二級颶風標準。

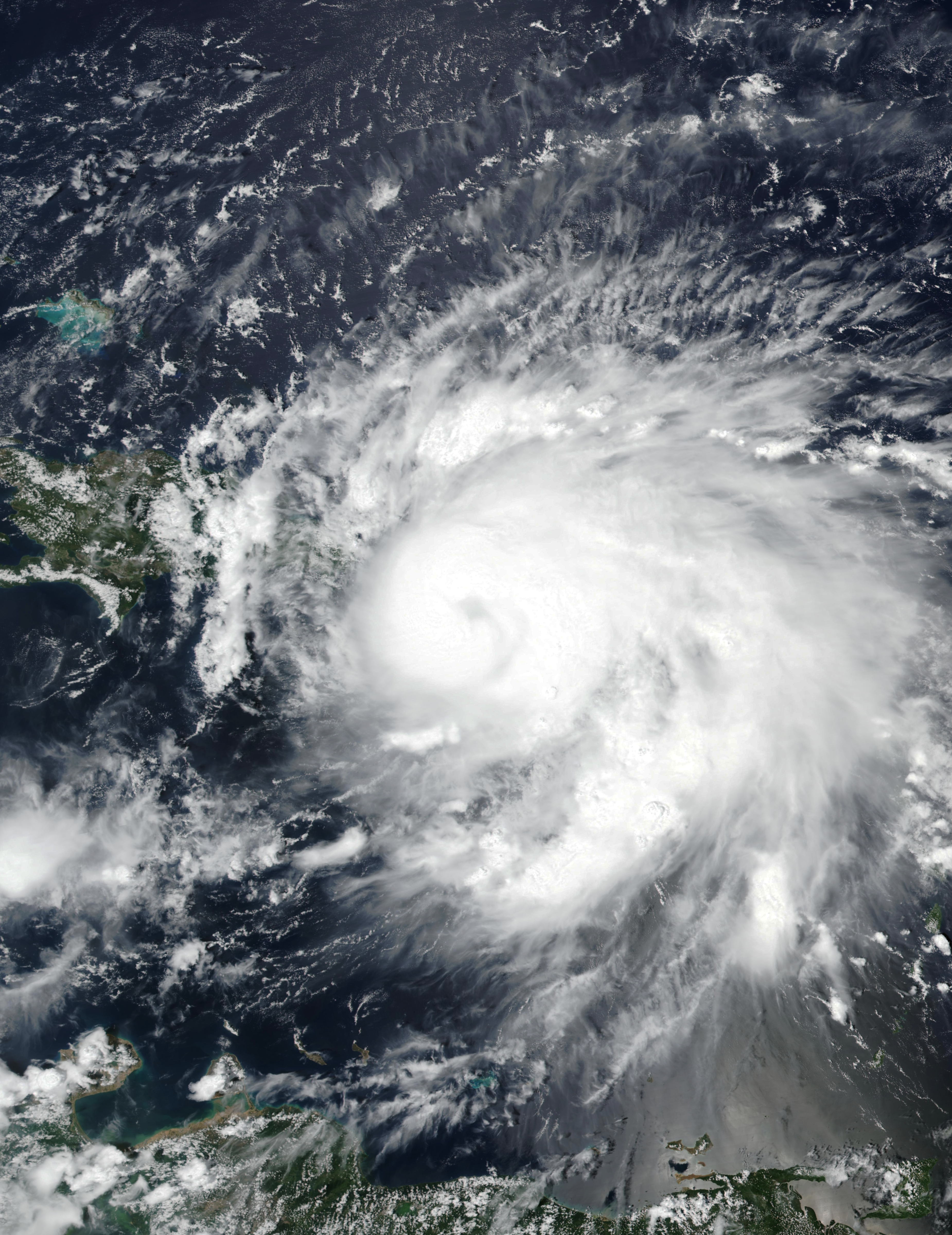
9月18日，颶風費歐娜逼近波多黎各

隔天早上6時，費歐娜達到三級標準，成為本季首場大型颶風。菲奧娜繼續增強，並於9月21日早上6時增強成四級颶風。9月23日凌晨0時，費歐娜在北緯30.8度處達到中心最低氣壓931毫巴（27.5英寸汞柱）（是其作為熱帶氣旋時的最低氣壓），這是自1979年以來在該緯度的北大西洋出現的最低氣壓。隨後，菲奧娜略為減弱，於早上9時回落至三級標準，但六小時後又重新增強至四級颶風標準。當時，風暴中心氣壓為936毫巴（27.6英吋汞柱）或更低，也是有史以來在如此高緯度地區最強勁的四級大西洋颶風。六小時後，隨著颶風開始與中上層低壓槽相互作用，費歐娜再次緩慢地減弱，並以時速64公里的速度向東北偏北方前進，隨後費歐娜併入規模更大的低壓槽內，成為後熱帶氣旋，同時仍保持著風力時速185公里的大型颶風風力。氣旋穩定地減弱，菲奧娜的中心於9月24日早上7時以風力時速155公里在新斯科舍省懷特黑德附近登陸。根據哈特島附近的氣象站和東切達布克托灣浮標的觀測，當時其中心氣壓估計為931毫巴（27.5 英寸汞柱），是有記錄以來在加拿大登陸的後熱帶氣旋中測得的最低氣壓，創下了全國風暴的新紀錄。
隨後，費歐娜以颶風標準移至布雷頓角島，並吹襲愛德華王子島省。氣旋向北移至聖勞倫斯灣並持續減弱。同日，國家颶風中心於晚上9時發布有關費歐娜的最後公告，當時其位於紐芬蘭省錢納爾-巴斯克港西北約130公里處，最大持續風速為每小時110公里。費歐娜繼續減弱，並蜿蜒地向北移至西北大西洋，然後在9月28日在格陵蘭島西部的巴芬灣上空消散。

## 防災措施

費歐娜於9月24日登陸新斯科舍省

在費歐娜得名後，薩巴、聖尤斯特歇斯、荷屬聖馬丁、安提瓜和巴布達、聖基茨和尼維斯、蒙特塞拉特和安圭拉均接獲熱帶風暴觀察預警。在兩份公告後，這些觀察預警升級至熱帶風暴警告，而觀察預警範圍向南擴展至瓜德羅普、聖巴泰勒米和法屬聖馬丁。隨著費歐娜向西移動，波多黎各和美屬維爾京群島接獲熱帶風暴警告。多明尼加部分地區也接獲熱帶風暴觀察預警。
9月17日，波多黎各接獲首個颶風觀察預警，隨後多明尼加也接獲該觀察預警。到當天下午2時，波多黎各的颶風觀察預警升級至颶風警告，而觀察預警範圍擴大至美屬維爾京群島。結果，維爾京群島國家公園需要關閉。
在逼近加拿大大西洋省份時，費歐娜前所未有的強度促使加拿大颶風中心向居民警告風暴帶來的「暴雨」和強勁的「颶風級風力」。該中心也稱費歐娜吹襲的事態「嚴重」。。加拿大環境與氣候變遷部氣象學家鮑勃·羅比肖（Bob Robichaud）表示，這場風暴將會“每個人都記得的”。克吉姆库吉克国家公园因費歐娜而暫時關閉。

## 影響
| 國家或地區         | 死亡 | 損失（美元） | 參            |
| ------------------ | ---- | ------------ | ------------- |
| 瓜德羅普           | 1    | 未知         |               |
| 安提瓜和巴布達     | 0    | 未知         |               |
| 波多黎各           | 23   | $25億        | [ 39 ] [ 40 ] |
| 多明尼加           | 2    | $3.75億      | [ 41 ] [ 42 ] |
| 特克斯和凱科斯群島 | 0    | 未知         |               |
| 百慕達             | 0    | 未知         |               |
| 加拿大             | 3    | >$5.9億      | [ 43 ] [ 44 ] |
| 總計               | 29   | ≥$30.9億     |               |

截至9月30日，颶風菲奧娜已在加勒比地区和加拿大造成至少29人死亡。

### 瓜德羅普
瓜德羅普遭遇強降雨，部分地區降雨量超過每小時150毫米，河水沖毀數十條道路和橋樑，巴斯特爾佩雷斯河附近的水災沖走一棟房屋，造成一人死亡。消防員執行130次救援行動，救出23人。氣旋產生的湧浪高達2至4米，陣風超過每小時90公里，在拜馬歐的最高陣風達每小時105公里，在安瑟伯特蘭的最高陣風達每小時98公里。風暴造成1,000多人無家可歸，部長讓-弗朗索瓦·卡朗科於9月24日宣布22個城鎮為自然災害區。

### 安提瓜島
在2022年9月和10月新西蘭女子板球隊訪問西印度群岛期間，由於受費歐娜影響，三場女子單日國際賽不得不重新安排。原定於9月16日舉行的首埸女子單日國際賽延後至9月19日舉行，其餘兩場比賽也必須重新安排。

### 波多黎各

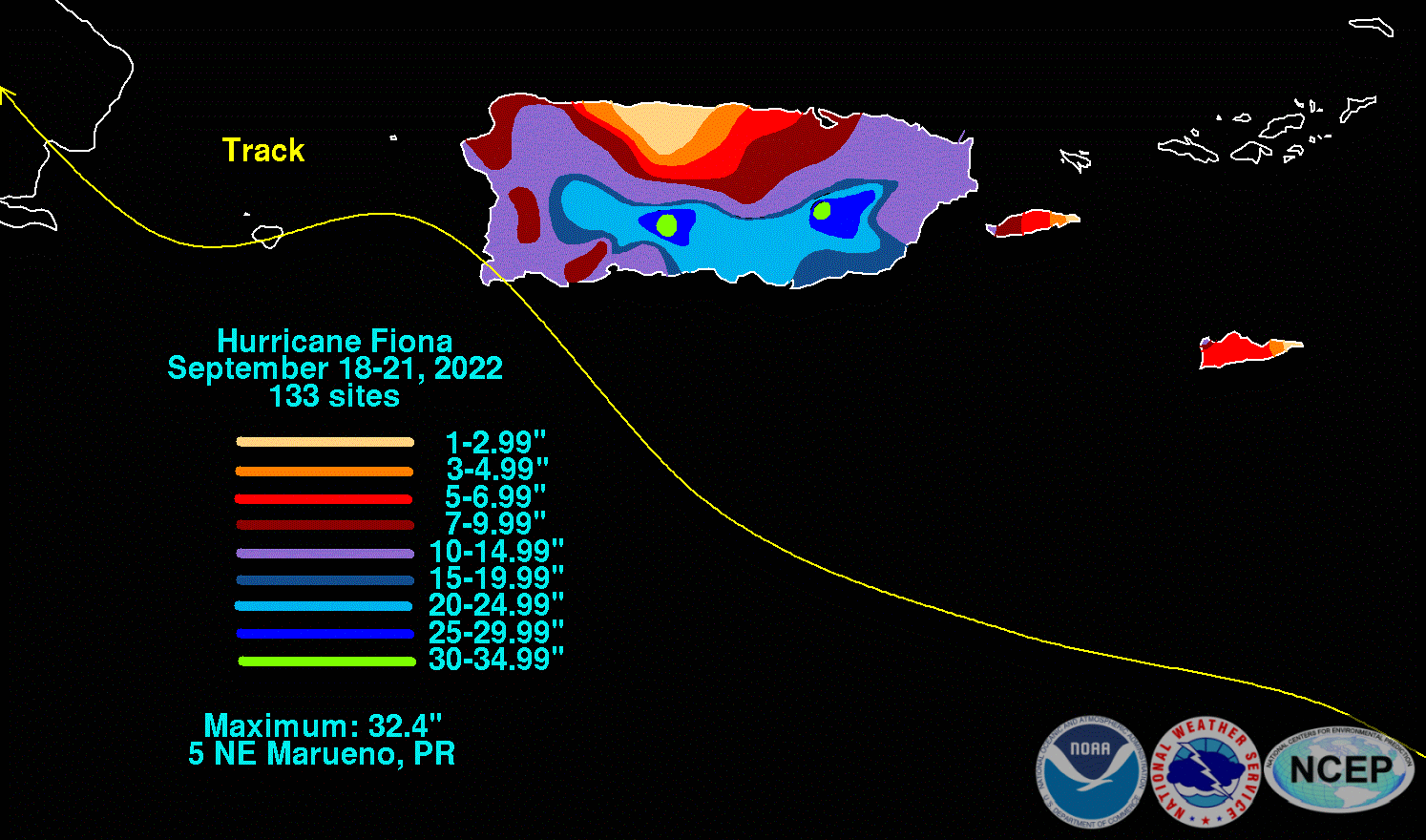
波多黎各與颶風菲奧娜相關的降雨量地圖

9月18日，颶風菲奧娜導致波多黎各全境停電。電網的各個部分遭到破壞，包括變電站和高壓電線。初步評估顯示電網遭受的損失超過20億美元。強風席捲該島並帶來強降雨。當天，美國總統拜登因費歐娜吹襲宣布全島進入緊急狀態。9月19日，該島接獲洪水警報。由於費歐娜帶來的暴雨，路面被破壞，房屋屋頂被掀翻，至少一座橋樑被完全沖毀。一百萬人（約佔總人口的33%）沒有飲用水。風暴過後兩天，只有不到10%的客戶恢復供電。一個位於蓬塞附近的測量儀測得降雨量為796.0毫米，陣風風速高達每小時182公里。島上發生多宗山泥傾瀉。許多農作物被摧毀，農業部長拉蒙·岡薩雷斯·貝羅預測今年的損失約為1億美元。整個地區的損失總額估計為25億美元。
美國總統拜登於9月18日因風暴宣布當地進入緊急狀態，路易斯·穆尼奥斯·马林国际机场所有來回航班均取消。同日，受費歐娜的強降雨影響，波多黎各全境斷電。。波多黎各至少有21人因颶風而喪生。

### 多明尼加
颶風費歐娜的風眼於9月19日早上7時半在博卡德尤馬附近的海岸登陸。這是18年來首個登陸該國的颶風。
9月20日，總統路易斯·阿比纳德尔宣布東南部五個省和東北部三個省進入緊急狀態，並視察受災最嚴重的拉阿尔塔格拉西亚省、埃尔塞沃省和阿托馬約省。費歐娜掠過後，全國有超過一百萬人沒有自來水，另有35萬人斷電。全國出現大範圍降雨，降雨量達200至410毫米。多明尼加至少兩人死亡，8,300多棟房屋被摧毀。政府估計颶風造成的損失超過200億多明尼加比索（3.75億美元）。

### 特克斯和凱科斯群島
費歐娜的風眼穿過大特克島，群島的電信受嚴重影響。至少有百分之四十的領土斷電，北凱科斯島、中凱科斯島、南凱科斯島、大特克島和索尔特岛接獲全面停電的報告。普羅維登西亞萊斯島百分之三十地區遭遇停電。費歐娜造成中等程度損失，但當地並無接獲人員喪生的報告。

### 百慕達
費歐娜從百慕達以西掠過，其龐大的規模在百慕達產生持續數小時的熱帶風暴級的風力。L.F.韋德國際機場通報陣風達每小時150公里。島上超過百分之八十的地區停電。

### 加拿大東部
9月24日上午，費歐娜在加拿大新斯科舍省懷特黑德附近登陸，當時它剛剛轉變成溫帶氣旋，風力達到颶風級別。加拿大環境部評估費歐娜登陸時的最大持續風速約為每小時169公里；風力相當於萨菲尔-辛普森飓风风力等级中的二級颶風。以氣壓計，費歐娜是吹襲加拿大史上最強的風暴。哈特島非正式測量到的氣壓為 932.7毫巴（百帕；27.54英吋汞柱），創下史上登陸加拿大海岸氣旋的最低氣壓紀錄，該氣壓也可能低於美國墨西哥灣沿岸地區以外的北美洲東部沿海的任何其他氣壓測量值。其他氣象站也記錄到低於先前紀錄的940.2毫巴（27.76英吋汞柱）的氣壓。新斯科舍省阿里塞格錄得最大陣風每小時179公里。加拿大其他省份的最高陣風包括紐芬蘭與拉布拉多省域克侯斯的每小時177公里、愛德華王子島省東端的每小時150公里、魁北克省马德莱娜群岛的每小時126公里以及新不倫瑞克省米斯庫島的每小時109公里。費歐娜亦引發巨浪和破壞性的風暴潮，最高的海浪出現在風暴中心以東。班克羅淺灘上的一個浮標錄得的浪高高達30米，平均浪高約12至15米。.風暴潮向沿岸推進，導致新不倫瑞克省埃斯庫米納克和钱纳尔-巴斯克港的水位達到破紀錄的高度。由於乾空氣入侵費歐娜，氣旋帶來的總降雨量低於預期。降雨最強的是新斯科舍省東部，總降雨量一般在100至200毫米之間。

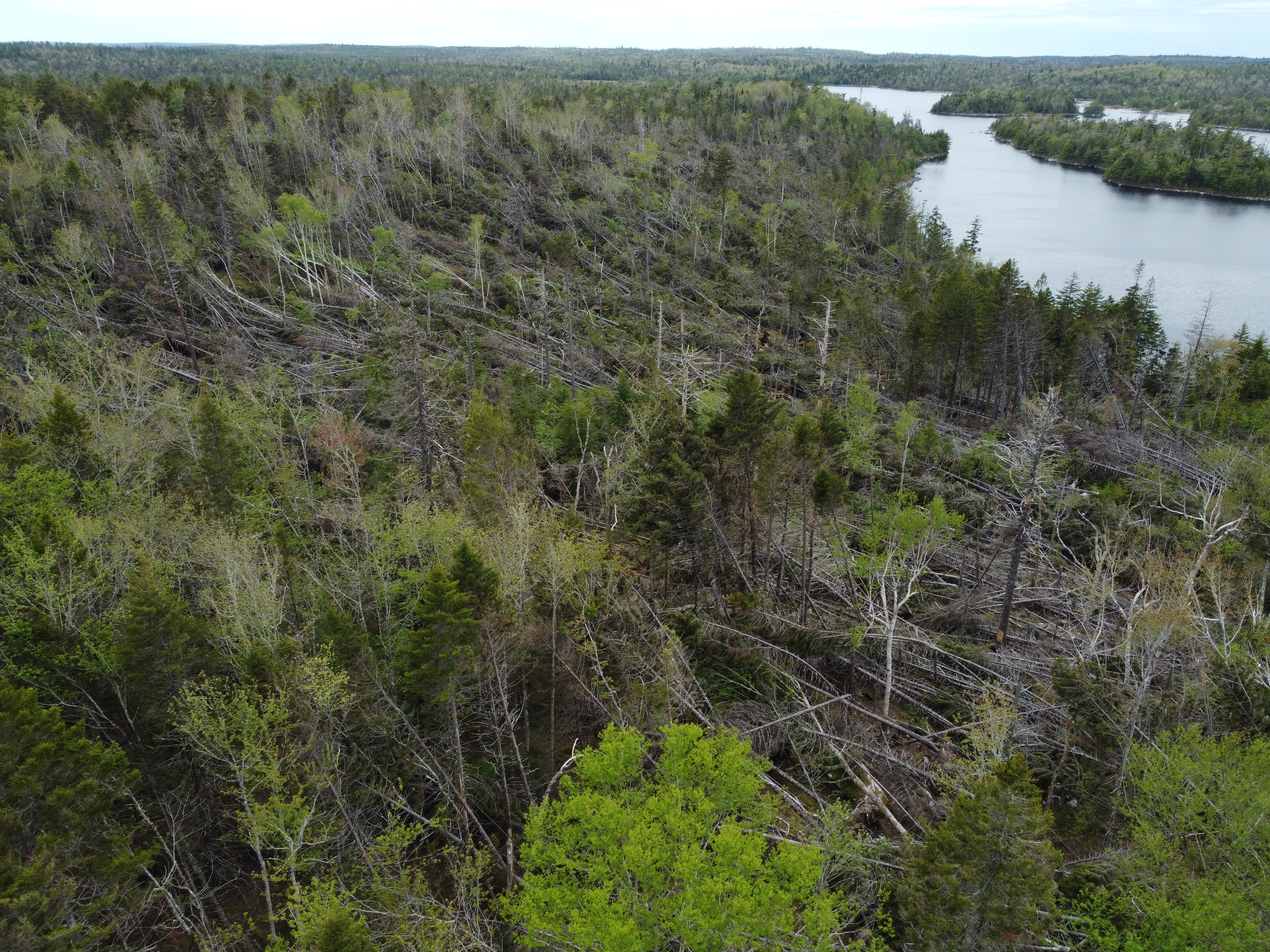
颶風菲歐娜為丹吉爾大湖自然保護區帶來大範圍風倒

菲奧娜影響加拿大大西洋地區的四個省以及魁北克省。這場風暴在魁北克省马德莱娜群岛、新不倫瑞克省東南部、愛德華王子島省、新斯科舍省東北部和紐芬蘭省南部引發嚴重水災。從哈利法克斯向東的新斯科舍省、新不倫瑞克省東南部的大部分地區、愛德華王子島省的大部分地區以及紐芬蘭省的部分地區，數千棵樹木被刮倒並連根拔起。據報新斯科舍省阿里塞格的陣風達到每小時179公里，紐芬蘭省钱纳尔-巴斯克港的水位（湧浪抵達前）達到破紀錄的2.73米。紐芬蘭省至少有100棟房屋受損或被摧毀，主要位於錢納爾-巴斯克港，超過200人流離失所。菲奧娜導致50多萬名人斷電，其中包括新斯科舍省百分之八十的居民和愛德華王子島省百分之九十五的居民。一名居於巴斯克港婦女因家園被毀並被捲入大海而喪生；愛德華王子島省另有一人在操作發電機時因一氧化碳中毒而死。新斯科舍省下普羅史帕特的另一名男子被沖入海中，推測已身亡。茶杯岩（Teacup Rock）是愛德華王子島省雷灣海岸附近的一塊岩層，也是當地的旅遊景點，在颶風費歐娜吹襲後被摧毀。費歐娜也對該省的沙丘系統造成嚴重侵蝕，特別是在爱德华王子岛国家公园內。9月25日，魁北克省副省長熱內維耶芙·吉爾博飛往馬德萊娜群島視察風暴造成的破壞。
費歐娜在加拿大的保險損失估計超過8億加拿大元（5.9億美元），這使得費歐娜成為加拿大大西洋省份史上損失最慘重的天氣事件，也是當時全國損失第七大的氣象事件（經通貨膨脹調整）。